# 布奇利 (加利福尼亞州)
布奇利（英語：Buchli）是位於美國加利福尼亞州納帕縣的一個非建制地區。該地的面積和人口皆未知。

## 地理
布奇利的座標為38°12′54″N 122°19′58″W / 38.21500°N 122.33278°W，而該地的平均海拔高度為5米（即16英尺）。